# IC 4846
IC 4846 — галактика типу PN (планетарна туманність) у сузір'ї Орел.
Цей об'єкт міститься в оригінальній редакції індексного каталогу.